# Света Неделя (Дебръщица)
Вижте пояснителната страница за други значения на Света Неделя.
„Света Великомъченица Неделя“ е православна църква в пазарджишкото село Дебръщица, България. Построена е в 1761 година и е обявена за паметник на културата.
Как е изглеждала първоначалната постройка не е известно като според предание е била вкопана в земята, скрита в дъбова гора. Според Стефан Захариев през 1834 г. църквата е съборена, за да се построи нова.
През 1895 г. е направена първата камбана.
- 1899 г. – направен новия иконостас с дървени икони.
- 1919 г. – иззидана камбанарията и качена малката камбана.
- 1911 г. – направено входното стълбище
- 1912 г. – закупени двата големи свещника
- 1923 г. – изографисан иконостаса под големите икони
- 1930 г. – електрифициране на църквата

В последните години в църквата са направени много подобрения.
Храмовият празник на църквата и събора на селото се чества на 7 юли.

## Галерия
- Изглед отстрани на църквата
- Олтар в църквата
- Ниша в двора на църквата